# ビョルン・ゴルトバエク
ビョルン・ゴルトバエク（Bjarne Goldbæk, 1968年10月6日 - ）は、デンマーク・コペンハーゲン出身の元サッカー選手。現役時のポジションは攻撃的MF。。

## 経歴
ネストヴェズでキャリアをスタートさせると、ドイツに渡り、1.FCカイザースラウテルン時代には、DFBポカールとブンデスリーガの優勝も経験した。
1998年から2シーズンと少しの間をチェルシーFCで過ごした。このうち1998-99シーズンには23試合で5ゴールを挙げた。その後フラムFCに移籍、2シーズン目にはイングリッシュ・フットボールリーグ優勝、チームのプレミアリーグ昇格に貢献した。
デンマーク代表として28試合に出場した。1998 FIFAワールドカップに参加したが、出場機会は与えられなかった。UEFA EURO 2000ではグループリーグ最終戦で先発フル出場した。

## 代表歴

### 出場大会
- デンマーク代表
  - 1998 FIFAワールドカップ

### 試合数
- 国際Aマッチ 33試合 0得点（1991年-2001年）[4]

| デンマーク代表 | 国際Aマッチ | 国際Aマッチ |
| 年             | 出場        | 得点        |
| -------------- | ----------- | ----------- |
| 1991           | 3           | 0           |
| 1992           | 1           | 0           |
| 1993           | 3           | 0           |
| 1994           | 0           | 0           |
| 1995           | 0           | 0           |
| 1996           | 2           | 0           |
| 1997           | 2           | 0           |
| 1998           | 6           | 0           |
| 1999           | 9           | 0           |
| 2000           | 5           | 0           |
| 2001           | 2           | 0           |
| 通算           | 33          | 0           |

## タイトル
カイザースラウテルン
- DFBポカール : 1989-90
- ブンデスリーガ : 1990-91
- DFLスーパーカップ : 1990

コペンハーゲン
- デンマーク・カップ

チェルシー
- FAカップ : 1999000

フラム
- イングリッシュ・フットボールリーグ : 2000-01